# Alberto De Marinis

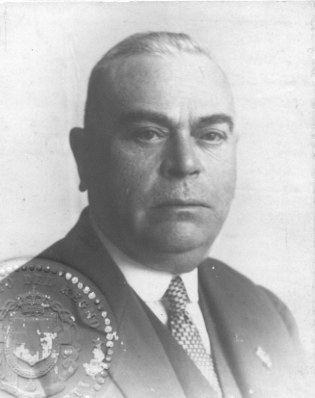
Alberto De Marinis

Alberto De Marinis Stendardo di Ricigliano (* 9. Dezember 1868 in Cava de’ Tirreni, Region Kampanien; † 13. Oktober 1940 ebendort) war ein italienischer Offizier, zuletzt Brigadegeneral, Militärattaché und italienischer Plebiszitkommissar der Interalliierten Regierungs- und Plebiszitskommission für Oberschlesien (1919–1921) sowie Senator (ab 1923) und Staatsminister. De Marinis wirkte als italienischer Militärattaché in Bern, Brüssel und Den Haag.
Nach ihm und Harold Percival benannt ist die „Percival-de-Marinis-Linie“, ein gemäßigter Teilungsvorschlag für die Grenzziehung in Ostoberschlesien, der allerdings von Frankreich abgelehnt wurde; später umgesetzt wurde die Sforza-Linie.